# Lunca (gmina Vidra)
Lunca – wieś w Rumunii, w okręgu Alba, w gminie Vidra. W 2011 roku liczyła 48 mieszkańców.